# Андраш Тот
Андраш Тот (угор. András Tóth (1949), нар. 5 вересня 1949, Будапешт) — угорський футболіст, що грав на позиції півзахисника.
Виступав, зокрема, за клуб «Уйпешт», а також національну збірну Угорщини.

## Клубна кар'єра
У дорослому футболі дебютував 1969 року виступами за команду «Уйпешт». За його допомогою команда досягла найкращих результатів в своїй історії, вигравши 9 титулів чемпіона Угорщини, 7 з яких були поспіль, що і донині є рекордом чемпіонату Угорщини. За цей час йому вдалося провести за клуб 303 матчі у чемпіонаті Угорщини і забити 67 голів.
Згодом з 1981 по 1983 рік грав у складі бельгійського «Льєрса», після чого повернувся на батьківщину і ще два сезони у вищому дивізіоні пограв за МТК (Будапешт).
Завершив ігрову кар'єру у нижчоліговій угорській команді «Геді ТС», за яку виступав протягом 1985—1987 років.

## Виступи за збірну
13 червня 1973 року дебютував в офіційних матчах у складі національної збірної Угорщини в грі відбору на чемпіонат світу 1974 року проти Швеції (3:3).
У складі збірної був учасником чемпіонату світу 1978 року в Аргентині. На чемпіонаті світу зіграв в одному матчі проти Італії (1:3).
Загалом протягом кар'єри у національній команді, яка тривала 7 років, провів у її формі 17 матчів, забивши 1 гол.

## Титули і досягнення
- Чемпіон Угорщини (9):

«Уйпешт»: 1969, 1970, 1970/71, 1971/72, 1972/73, 1973/74, 1974/75, 1977/78, 1978/79
- Володар Кубка Угорщини (3):

«Уйпешт»: 1969, 1970, 1974/75
- Чемпіон Європи (U-23): 1974